# Música experimental

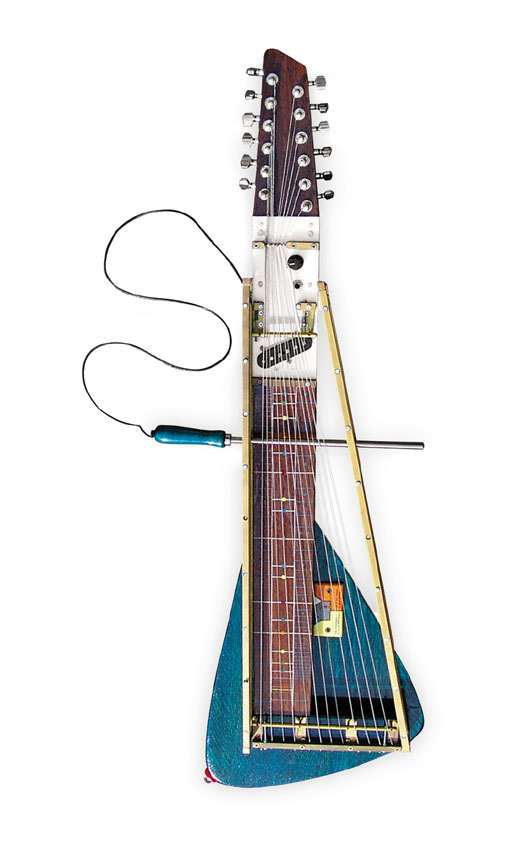
Moodswinger, 2006, Yuri Landman, Liars

Música experimental é um estilo musical inovador originado no século XX, que desafiou as concepções normais de como uma música deveria ser e extrapolou os limites popularmente conhecidos. Dessa forma, há pouco acordo sobre quão experimental uma música poderia ser, antes de ser considerada apenas ruído. Geralmente as bandas experimentais possuem instrumentos pouco conhecidos, modificados, ou utilizados de maneiras inovadoras; efeitos estranhos aplicados de maneiras não convencionais e mistura de diversos gêneros opostos, como música eletrônica e música clássica. Hoje, a música experimental é um conceito e artistas de diversos gêneros musicais mesclam a capacidade experimental com sua própria forma de fazer música, por isso muitos álbuns de diversas partes do mundo são considerados experimentais. Além de instrumentos musicais, a música experimental também pode utilizar-se de sons de objetos e efeitos diversos de acordo com a intenção do compositor, experimentando os sons como o próprio nome diz. Quando também é usado música eletrônica de maneira mais "pesada", com características noise, este experimentalismo também é chamado de música industrial.

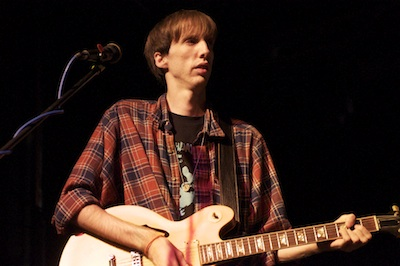
Deerhunter - Em Concerto

## História

#### Origem e filosofia
Poderemos apontar vários nomes, ainda que a origem das coisas seja quase sempre o anonimato e o som em si é uma constante perdida no tempo. Podemos dizer que toda a música é experimental porque tocar um instrumento é já uma experiência em si, sendo a improvisação aquilo que melhor caracteriza a música experimental, mas mesmo a improvisação é algo sempre existiu, desde o homem primitivo.
Temos então que nos concentrar no início do século XX e no dadaísmo para chegar ao conceito moderno de música experimental, gênero que se rebela contra o aburguesamento da arte (exibição tecnicista do musico, ideia feita do que é belo), e que usa o niilismo para se afastar de todos os géneros musicais e para se aproximar da natureza, ou do âmago da alma humana, anulando até o conceito de música até aí disponível e apresentando o som como objeto de criação direto. Os irmãos Luigi Russolo e Antonio Russolo, saídos diretamente do movimento futurista italiano, foram bastante responsáveis pela redefinição da concepção da ideia de música, aproximando-a da sua época, e contextualizando-a, através da inserção de ruídos citadinos (gravações de campo depois reproduzidos em fonogramas) nas suas performances onde abundavam instrumentos electroacústicos construídos pelos próprios, apetrechos que serviram e continuam a servir (ainda que noutros moldes) para libertar o músico do mero papel de executante e para o colocar no lugar de conceptualista do som ou artista sonoro.
O GRMC, Groupe de Recherches Musicales, sob a liderança de Pierre Schaeffer, organizou a "Primeira Década Internacional de Música Experimental" entre 8 e 18 de Junho de 1953. Esta parece ter sido uma tentativa de Schaeffer para reverter a assimilação de musique concrète para o alemão elektronische Musik, e em vez disso tentou alcunhar musique concrète, elektronische musik, a música de fita, e a música do mundo sob a rubrica "musique expérimentale" (Palombini 1993, 18). A publicação do manifesto de Schaeffer (Schaeffer 1957) foi adiada por quatro anos, altura em que Schaeffer estava favorecendo o termo "recherche musicale" (pesquisa músical), embora ele nunca totalmente abandonado "musique expérimentale" (Palombini 1993a, 19; Palombini 1993b, 557).

#### Música experimental nos Estados Unidos, na França e na Alemanha, na primeira metade do séc. XX
O expoente mais famoso e influente foi John Cage (com influências de Charles Ives, Charles Crawford Seeger, Ruth Crawford Seeger, Henry Cowell, Carl Ruggles, e João Becker) conhecido pelas suas peças com rádios, exploração insólita do silêncio, pianos temperados, percussão acompanhada de órgão de igreja, e discursos ocasionais incorporados na música, usava o termo "música experimental" já em 1955. De acordo com a definição de Cage, "uma ação experimental é um resultado de que não está previsto" (Cage 1961, 39), e ele estava interessado especificamente em obras concluídas que realizou uma ação imprevisível (Mauceri 1997, 197). Na Alemanha, a publicação do artigo de Cage foi antecipado por vários meses em uma palestra realizada por Wolfgang Edward Rebner no Ferienkurse Darmstädter em 13 de agosto de 1954, intitulado "Amerikanische Experimentalmusik". Wolfgang estendeu o conceito de volta no tempo para incluir Charles Ives, Edgard Varèse, Henry Cowell e, assim como John Cage, devido ao seu foco sobre o som, como tal, ao invés de método de composição (Rebner 1997).
Michael Nyman começa a partir de definição de Cage (Nyman 1974, 1), e desenvolve o termo "experimental" também para descrever o trabalho de outros compositores americanos (Christian Wolff, Earle Brown, Meredith Monk, Malcolm Goldstein, Morton Feldman, Terry Riley, La Monte Young, Philip Glass, John Cale, Steve Reich, etc.), bem como compositores como Gavin Bryars, Ichiyanagi Toshi, Cardew Cornelius, John Tilbury, Frederic Rzewski, e Rowe Keith (Nyman 1974, 78-81, 93-115). Nyman se opõe a música experimental à vanguarda europeia da época (Boulez, Kagel, Xenakis, Birtwistle, Berio, Stockhausen, e Bussotti), para quem "A identidade de uma composição é de suma importância" (Nyman 1974, 2 e 9). A palavra "experimental" nos casos anteriores "é apropriada, desde que seja entendido não como descritivo de um ato a ser posteriormente julgado em termos de sucesso ou fracasso, mas simplesmente como um ato de cujo resultado é desconhecido" (Cage 1961, 13).
Leonard B. Meyer, por outro lado, inclui em "música experimental" compositores rejeitado por Nyman, como Luciano Berio, Boulez, Stockhausen e, assim como as técnicas de "serialismo integral" (Meyer 1994, 106-107 e 266), sustentando que "não existe um único, ou mesmo preeminente, a música experimental, mas sim uma infinidade de métodos e de tipos diferentes" (Meyer 1994, 237).
No final dos anos 1950, Lejaren Hiller e LM Isaacson usou o termo em conexão com computador controlado composição, no sentido científico de "experimento" (Hiller e Isaacson 1959): fazer previsões para novas composições com base na técnica musical estabelecido (Mauceri 1997, 194-95). A "música experimental" termo foi utilizado contemporaneamente para a música eletrônica, particularmente no trabalho precoce música concreta de Schaeffer e Henry na França (Vignal 2003, 298). Há uma considerável sobreposição entre a música Downtown e o que é mais geralmente chamado de música experimental, especialmente porque esse termo foi definido em pormenor pelo compositor Michael Nyman em seu livro Música Experimental: Cage and Beyond (1974, segunda edição, 1999).

#### Música experimental na segunda metade do séc. XX
Na segunda metade do século XX, com o advento do free jazz e principalmente depois da expansão do movimento Hippie e do rock psicodélico o termo música experimental alarga-se ainda mais e vai servir para caracterizar música que tanto pode ter um historial ligado à música erudita, como ligado aos grupos de rock do final dos anos 1960 (que exploravam elementos da música étnica, jazz e electrónica) como por exemplo os grupos Beach Boys, Grateful Dead, Love, Silver Apples, The Charlatans, The Doors, Jefferson Airplane, 13th Floor Elevators ou Velvet Underground nos Estados Unidos da America e Pink Floyd, Hawkwind, Cream ou Yes na Inglaterra.
O advento do krautrock Nos anos 1970, certas bandas de rock psicadélico explodem e viram comerciais outras ganham cada vez mais consciência artística entram numa fantástica loucura da originalidade, principalmente na Alemanha de Karlheinz Stockhausen, compositor de música electronica e engenheiro electroacustico, que viria a exercer influência sobre as chamadas bandas de Krautrock como Amon Düül, Can, Ash Ra Tempel, Faust, Popol Vuh, Cluster, Tangerine Dream, Klaus Schulze, Neu!, e ainda Kraftwerk, tendo estes últimos se tornado bastante comerciais e ajudado a criar aquilo que hoje em dia chamamos música de discoteca ou rave music.
Entretanto na América e na Inglaterra dos anos 1960 e 70 falava-se de microtonalidade, Harry Partch e Ivor Darreg trabalhavam com escalas de ajuste com base em outras leis físicas para a música harmônica. La Monte Young é conhecida por usar esta técnica quando ele começou a trabalhar em suas peças zangão mínimo que consistiu em camadas de sons em alturas diferentes. Chegamos assim ao conceito de música minimalista, sendo alguns dos seus desenvolvedores os americanos Philip Glass, John Cale, ou Steve Reich. Em frança falava-se de musique concrète, uma forma de música eletroacústica acusmática que utiliza o som como um recurso de composição. O material de composição não se restringe à inclusão de sonoridades provenientes de instrumentos musicais ou vozes, nem aos elementos tradicionalmente pensada como 'musical' (melodia, harmonia, ritmo, metro e assim por diante).
Movimento fluxus: Nam June Paike Charlotte Moorman. Fluxus foi um movimento artístico iniciado na década de 1960, caracterizada por um aumento da teatralidade e da utilização de técnica mista. Outro aspecto conhecido musical que aparece no movimento Fluxus foi a utilização do Primal Scream em performances, derivado da terapia primal. Yoko Ono usou esta técnica de expressão (Bateman [sd]).
Música experimental popular: Frank Zappa apareceu no Show Steve Allen, onde ele fez uma peça de música experimental chamado Playing Música em uma bicicleta, um desempenho muito semelhante ao Passeio de John Cage na Água de 1960 no I've Got a Secret Show. Zappa mais tarde se tornou principalmente famoso por sua música rock. Outro grupo, de forte tendência surrealista dessa época são os Captain Beefheart.
A loucura beatnik e o free jazz, depois da loucura beatnik dos anos 1950, com jazz ultra acelerado, o swing explode, torna-se arrítmico e aparece o free jazz que ade levar mais tarde à improvisação livre, alguns músicos que ajudaram a edificar o movimento free jazz nos anos 1960 e início de setenta foram: Miles Davis, John Coltrane, Ornette Coleman, Cecil Taylor, Eric Dolphy, Albert Ayler, Archie Shepp, Joe Maneri e Sun Ra, sendo este último um dos que foram mais longe na exploração cósmica do som, chegando mesmo a criar climas de ficção cientifica.
Finais dos anos 1970, explosão do movimento punk e anos 1980, música industrial - o pós modernismo Rhys Chatham e Glenn Branca trabalham em várias composições de guitarra misturado as ideias experimentais com a atitude destrutiva do punkrock. Lydia Lunch passou a incorporar a palavra falada com punkrock e Arto Lindsay deixou de usar qualquer tipo de prática musical ou teoria para desenvolver uma técnica atonal idiossincrática jogar. E com a virada para os anos 1980 aparece na Inglaterra a chamada música industrial, desenvolvida por Cabaret Voltaire, Throbbing Gristle ou Nurse with Wound, bandas que puseram as pessoas a dançar com ruído eletrônico ou metalúrgicos e técnicas de cut-up (a atitude punk que trouxe de volta o Dadaismo) e que surge em grupos norte americanos como os Negativland ou os The Residents. Fred Frith, é um guitarrista dessa altura que faz a ponte entre a música industrial e o free jazz, assim como Keith Rowe, que começou a explorar novas possibilidades com guitarras preparado. Einstürzende Neubauten criaram os seus próprios instrumentos feitos de sucata e ferramentas de construção.
Anos 90, da cultura digital ao circuit bending Com a cada vez maior expansão dos computadores pessoais e com a criação das inúmeras ferramentas para simular instrumentos musicais reais e o desenvolvimento de programas de edição de som fez com que grande parte da música dita experimental passa-se a ser feita por uma só pessoa, isolada em frente ao ecrã dum computador, manipulando programas, aproveitando erros, jogando com o aleatoricismo da máquina, o verdadeiro homem máquina que pode criar verdadeiras sinfonias sem saber tocar (no sentido tradicional) nenhum instrumento. Mas esta alienação em frente ao PC tem sido confrontada pela atitude do circuit bending de escavacamente de pequenas máquinas pessoais, técnica em que se manipulam instrumentos electrónicos. Merzbow é um dos artista mais famosos neste género. A manipulação de máquinas não conotadas directamente com a música, a sua manipulação em tempo real e a sua consequente destruição é como que o último grito para a alienação informática dos nossos tempos,[carece de fontes?] mas outras alternativas existem como a Vegetable Orchestra, onde todos os sons são produzidos por instrumentos que não são mais que legumes adaptados.
Início do século XXI - o futuro primitivismo, poderemos verificar no início deste século um grande boom no interesse pela música étnica, principalmente um interesse em misturar muitas culturas num só pote, assim como as vagas de imigração crescem e o mundo se torna cada vez mais globalizado, estando o velho mundo, das tradições pitorescas de cada povo, completamente ameaçado, certos músicos sentem necessidade de repescar esse raízes, e misturá-las todas, quantas mais melhor, é a música primitivo-futurisca. Podemos destacar um projecto que une raízes de vários povos (hebraicas, balcânicos, árabes, africanas ou chinesas) com descargas de ruído ainda em conformidade com aquilo que sobra do rock, essa banda chama-se Secret Chiefs 3, e como esta existem uma série delas por esse mundo fora, umas mais interessadas num desenvolvimento do caldeirão étnico, outras mais interessadas em mantras pós apocalíticos ou dopadamente naif, mais apropriadas para se apresentarem ao vivo no palco chill out de uma qualquer festa de trance.

#### Música experimental em Portugal
Pode-se dizer que temos música experimental em Portugal, no sentido contemporâneo do termo, desde que Emanuel Nunes apresentou a sua primeira obra orquestral, em 1973: "Fermata, for orchestra and tape", ou desde que Jorge Lima Barreto fundou a Anar Band em 1972, ou desde que em 1967, Carlos Zíngaro formou os Plexus. Durante os anos setenta, com a tormenta política e a necessidade social de renovação cultural do país, houve uma grande investida à volta da música folk portuguesa ou com raízes em países da lusofonia, pode-se então dizer que certos arranjos das músicas de Zeca Afonso e artistas similares são de carácter experimental. Nos anos 1980, podemos destacar o duo de Jorge Lima Barreto e Vitor Rua, o projecto Telectu, dedicado inicialmente à música minimal repetitiva. Também activo desde o início dos anos 80, o violinista Ernesto Rodrigues foi fundador dos grupos como Metropolis, Fromage Digital, Lautari Consort, IKB Ensemble e Suspensão. Em 1984 Rafael Toral e Sei Miguel iniciam as suas investidas na música, sendo que o segundo forma os Moeda Noise com Mafalda (Fala Mariam) e Bruno Parrinha (Next Bruno). Também em 1984 Nuno Rebelo inicia o projecto Mler ife Dada com Augusto França, Pedro D'Orey, Kim e mais tarde havia-se de juntar a voz de Anabela Duarte. Em 1985 aparece o Miso Ensemble, na sua formação de base um duo de flauta e percussão com electrónica em tempo real, fundado pelo percussionista e compositor Miguel Azguime e pela flautista e compositora Paula Azguime. Em 1989, André Maranha, David Maranha, António Forte e Bernardo Devlin criam os osso Exótico, produto que se havia de destacar na década seguinte. Em 1990 Flak forma "A máquina do almoço dá pancadas", Sérgio Pelágio forma os Idefix e grava o seu disco de apresentação ao vivo no Hot Club de Portugal, clube que desde a sua aparição, no final dos anos 1940, foi um dos responsáveis pela divulgação não só do jazz em Portugal mas de outras músicas improvisada, tendo da sua escola saído nomes como o contrabaixista Carlos Barretto ou o guitarrista Mario Delgado, entre outros, que haveriam de influenciar a trajectória da música experimental em Portugal nos anos 1990. Em 1991 aparece o Plopoplot Pot de Nuno Rebelo. No mesmo ano, Carlos Santos e Paulo Raposo formam a plataforma de pesquisa sonora Vitriol. Manuel Mota está armado com guitarras preparadas desde do início dos anos 1990. Vítor Joaquim trabalha em plataformas digitais de som desde os anos 1990 e é o criador do festival EME, encontros de música experimental, que se realizou de 2000 a 2009. Entre 2005 e 2009 apareceu a netlabel Merzbau servindo de plataforma a vários projectos independentes desde cantautores a experimentalismo nas mais variadas formas. A editora divulgou bandas do novo-noise/experimentalismo português como os Frango, an octopus in the bathtube, Tiago Sousa ou Out Level. As suas edições estão ainda disponíveis na página gratuitamente. Outro artistas recentes são José Guilherme, que vai lançar em Julho o seu primeiro álbum, "Stalking". e Caio Augusto com o álbum "Esse Sou Eu".